# Atletismo nos Jogos Pan-Americanos de 2003 - Lançamento de disco masculino
A final do lançamento de disco masculino nos Jogos Pan-Americanos de 2003 foi realizada em 8 de agosto de 2003. Jason Tunks ganhou o primeiro ouro canadense no disco na história dos Jogos Pan-Americanos.

## Calendário
| Data        | Fase  |
| ----------- | ----- |
| 8 de agosto | Final |

## Medalhistas
| Ouro   | CAN Jason Tunks          |
| Prata  | CUB Frank Casañas        |
| Bronze | CUB Lois Maikel Martínez |

## Recordes
Recordes mundial e pan-americano antes da disputa dos Jogos Pan-Americanos de 2003.
| Tipo                             | Atleta        | Tempo   | Local          | Data                 |
| -------------------------------- | ------------- | ------- | -------------- | -------------------- |
|                                  | Jürgen Schult | 74.08 m | Neubrandenburg | 6 de junho de 1986   |
| Recorde dos Jogos Pan-Americanos | Luis Delís    | 67.32 m | Caracas        | 25 de agosto de 1983 |

## Resultados
| Posição | Atleta                   | Tentativas | Tentativas | Tentativas | Tentativas | Tentativas | Tentativas | Resultado |
| Posição | Atleta                   | 1          | 2          | 3          | 4          | 5          | 6          | Resultado |
| ------- | ------------------------ | ---------- | ---------- | ---------- | ---------- | ---------- | ---------- | --------- |
| 1       | CAN Jason Tunks          | 63.70      | 63.14      | 62.12      | 61.93      | 61.68      | 63.67      | 63.70 m   |
| 2       | CUB Frank Casañas        | 60.21      | 60.04      | 61.32      | 62.52      | 62.61      | X          | 62.61 m   |
| 3       | CUB Lois Maikel Martínez | 60.78      | 60.12      | X          | 60.33      | 61.36      | 60.10      | 61.36 m   |
| 4       | USA Josh Ralston         | 54.14      | 56.48      | X          | X          | 59.57      | X          | 59.57 m   |
| 5       | ARG Jorge Balliengo      | X          | 53.43      | 59.39      | X          | —          | X          | 59.39 m   |
| 6       | USA Doug Reynolds        | X          | 56.10      | 58.49      | 58.60      | 58.39      | —          | 58.60 m   |
| 7       | CAN Eric Forshaw         | 56.74      | 56.27      | 57.42      | 56.84      | 55.49      | X          | 57.42 m   |
| 8       | ARG Marcelo Pugliese     | 55.39      | 55.13      | X          | 55.88      | 55.18      | X          | 55.88 m   |
|         |                          |            |            |            |            |            |            |           |
| 9       | DOM Expedi Peña          | 48.39      | 48.09      | 51.33      |            |            |            | 51.33 m   |
| 10      | GRN Alleyne Lett         | X          | 47.22      | 40.84      |            |            |            | 47.22 m   |